# 67e bataillon de tirailleurs sénégalais
Le 67e Bataillon de Tirailleurs Sénégalais (ou 67e BTS) est un bataillon français des troupes coloniales.

## Création et différentes dénominations
- -: Formation du 67e Bataillon de Tirailleurs Sénégalais

## Historique des garnisons, combats et batailles du67eBTS
- 25/06/1917 : le bataillon reçoit la 1re compagnie, le 2e peloton et une partie des hommes de la Compagnie de Mitrailleuses du 80e BTS, à la suite de la dissolution de ce dernier
- 31/07/1918 : le bataillon reçoit des renforts du 83e BTS
- 05/12/1918 : le bataillon reçoit des renforts du 83e BTS

### Sources et bibliographie
Mémoire des Hommes